# Non ho l'età
Non ho l'età (vaak ook aangeduid als Non ho l'età per amarti: Ik ben niet oud genoeg (om van jou te houden)) is een single van de Italiaanse zangeres Gigliola Cinquetti. Zij won hiermee het Eurovisiesongfestival in 1964.
Er kwam al snel een Nederlandse cover onder de titel Als jij maar wacht gezongen door Sandra Reemer.  

## Tracklist

### 7" Single
CGD 508;
Italia I 2020 [de];
CGD N 9486 [it]
1. "Non ho l'età"
2. "Sei un bravo ragazzo"

## Hitnotering
| Non ho l'età               | Non ho l'età          | Non ho l'età | Non ho l'età | Non ho l'età | Non ho l'età | Non ho l'età | Non ho l'età | Non ho l'età | Non ho l'età | Non ho l'età | Non ho l'età | Non ho l'età | Non ho l'età | Non ho l'età | Non ho l'età | Non ho l'età |
| Hitlijst                   | Datum van binnenkomst | Week:        | 1            | 2            | 3            | 4            | 5            | 6            | 7            | 8            | 9            | 10           | 11           | 12           | 13           |              |
| -------------------------- | --------------------- | ------------ | ------------ | ------------ | ------------ | ------------ | ------------ | ------------ | ------------ | ------------ | ------------ | ------------ | ------------ | ------------ | ------------ | ------------ |
| Tijd Voor Teenagers Top 10 | 4-4-1964              | Positie:     | 4            | 2            | 2            | 4            | 4            | 4            | 5            | 7            | 6            | 7            | 8            | 8            | 9            | uit          |

1956: Refrain · 
1957: Net als toen · 
1958: Dors, mon amour · 
1959: 'n Beetje · 
1960: Tom Pillibi · 
1961: Nous les amoureux · 
1962: Un premier amour · 
1963: Dansevise · 
1964: Non ho l'età · 
1965: Poupée de cire, poupée de son · 
1966: Merci, chérie · 
1967: Puppet on a string · 
1968: La la la · 
1969: Un jour, un enfant, De troubadour, Vivo cantando, Boom bang-a-bang · 
1970: All kinds of everything · 
1971: Un banc, un arbre, une rue · 
1972: Après toi · 
1973: Tu te reconnaîtras · 
1974: Waterloo · 
1975: Ding-a-dong · 
1976: Save your kisses for me · 
1977: L'oiseau et l'enfant · 
1978: A-ba-ni-bi · 
1979: Hallelujah · 
1980: What's another year · 
1981: Making your mind up · 
1982: Ein bißchen Frieden · 
1983: Si la vie est cadeau · 
1984: Diggi-loo diggi-ley · 
1985: La det swinge · 
1986: J'aime la vie · 
1987: Hold me now · 
1988: Ne partez pas sans moi · 
1989: Rock me · 
1990: Insieme: 1992 · 
1991: Fångad av en stormvind · 
1992: Why me? · 
1993: In your eyes · 
1994: Rock 'n' roll kids · 
1995: Nocturne · 
1996: The voice · 
1997: Love shine a light · 
1998: Diva · 
1999: Take me to your heaven · 
2000: Fly on the wings of love · 
2001: Everybody · 
2002: I wanna · 
2003: Everyway that I can · 
2004: Wild dances · 
2005: My number one · 
2006: Hard rock hallelujah · 
2007: Molitva · 
2008: Believe · 
2009: Fairytale · 
2010: Satellite · 
2011: Running scared · 
2012: Euphoria · 
2013: Only teardrops · 
2014: Rise like a phoenix · 
2015: Heroes · 
2016: 1944 · 
2017: Amar pelos dois · 
2018: Toy · 
2019: Arcade · 
2021: Zitti e buoni · 
2022: Stefania · 
2023: Tattoo · 
2024: The code